# 경종 (불교)
고타마 붓다가 설한 교법으로 알려진 경(經) 내지는 후세의 대승불교도들이 고타마 붓다가 설한 교법이라 하여 제작한 여러 대승경전은 차례차례 중국으로 전해져 한역(漢譯)되었는데 중국의 불교학자들 사이에서는 번역된 여러 경전을 가치비판적으로 조직 · 체계화하고 고타마 붓다가 이 세상에 나타난 본회(本懷)를 어느 특정한 경전에서 구하여 그 경전을 바탕으로 일종(一宗)을 확립하는 일("교상판석 · 敎相判釋")이 행하여졌다.
이처럼 어느 특정한 경전을 소의(所依) 경전으로 하여 확립된 종파를 통칭하여 경종(經宗)이라 한다. 경종에 대해, 특정한 불교 논서를 바탕으로 확립된 중국 불교의 종파를 통칭하여 논종(論宗)이라 한다.
중국 불교에서, 지자대사(智者大師) 지의의 5시8교(五時八敎)의 교판(敎判)에 의거하여 《법화경》을 소의(所依) 경전으로 하는 천태종(天台宗)과, 현수대사(贅首大師) 법장(法藏)의 5교10종(五敎十宗)의 교판에 의거하여 《화엄경》을 소의(所依) 경전으로 하는 화엄종이 대표적인 경종이다.
나아가 담란(曇鸞) · 도작(道綽) · 선도(善導) 등에 의해 대성된 정토교(淨土敎)는 《관무량수경(觀無量壽經)》·《대무량수경(大無量壽經)》·《아미타경》의 정토3부경(淨土三部經)을 근거로 하였고, 또한 인도에서 일어나 중국으로 전하여진 밀교(密敎)도 《대일경(大日經)》·《금강정경(金剛頂經)》에 바탕을 둔 것이기 때문에 경종(經宗)에 포함시킬 수 있다.

## 참고 문헌
- 이 문서에는 다음커뮤니케이션(현 카카오)에서 GFDL 또는 CC-SA 라이선스로 배포한 글로벌 세계대백과사전의 내용을 기초로 작성된 글이 포함되어 있습니다.